# Homaloptera ophiolepis
Homaloptera ophiolepis är en fiskart som beskrevs av Bleeker, 1853. Homaloptera ophiolepis ingår i släktet Homaloptera och familjen grönlingsfiskar. Inga underarter finns listade i Catalogue of Life.